# Curtitoma piltuniensis
Curtitoma piltuniensis é uma espécie de gastrópode do gênero Curtitoma, pertencente à família Mangeliidae.